# Hitman
För andra betydelser, se Hitman (olika betydelser).
Hitman är en spelserie om yrkesmördaren Agent 47 som utvecklas av danska IO Interactive. Spelen tillhör genren smygarspel, med för närvarande[när?] nio spel i serien. Den har också släppts som roman under namnet Hitman: Enemy Within (2007) och som film, långfilm från samma år. En ytterligare film hade premiär med titeln Hitman: Agent 47 från 2015.

## Spelen

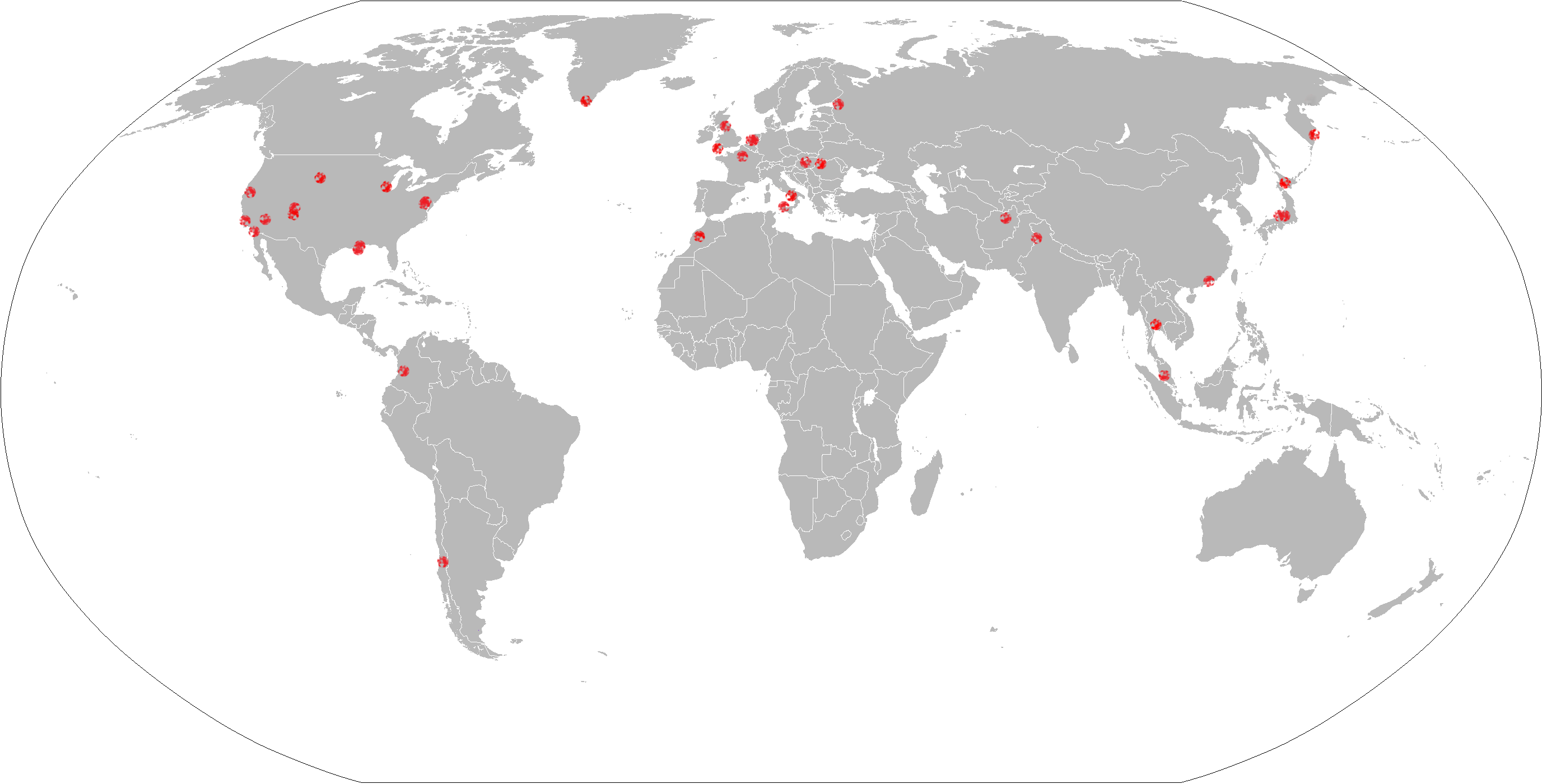
Platser där uppdragen utspelas.

| Titel                     | År   | Plattformar                                                                     |
| ------------------------- | ---- | ------------------------------------------------------------------------------- |
| Hitman: Codename 47       | 2000 | Windows                                                                         |
| Hitman 2: Silent Assassin | 2002 | Playstation 2, Xbox, Nintendo Gamecube, OnLive, Windows                         |
| Hitman: Contracts         | 2004 | Playstation 2, Xbox, Windows                                                    |
| Hitman: Blood Money       | 2006 | Playstation 2, Xbox, Xbox 360, OnLive, Windows                                  |
| Hitman: Absolution        | 2012 | Playstation 3, Xbox 360, Windows, Mac OS                                        |
| Hitman Go                 | 2014 | IOS                                                                             |
| Hitman: Sniper            | 2015 | IOS, Android                                                                    |
| Hitman                    | 2016 | Playstation 4, Xbox One, Windows, Mac                                           |
| Hitman 2                  | 2018 | Playstation 4, Xbox One, Windows, Mac                                           |
| Hitman 3                  | 2021 | Playstation 4, Xbox One, Playstation 5, Xbox Series X, Windows, Nintendo Switch |

## Hitman Go (2014)
Hitman Go är ett turordningsbaserat pusselspel utvecklat av Square Enix Montréal. Den släpptes 17 april 2014 till IOS och 4 juni 2014 till Android. Versionerna till Microsoft Windows och Windows Phone släpptes 27 april 2015.

## Hitman: Sniper (2015)
Hitman: Sniper är en förstapersonsskjutare utvecklad av Square Enix Montréal. Den släpptes till IOS och Android. 

## Specialutgåva
Spelen Hitman 2: Silent Assassin, Hitman: Contracts och Hitman: Blood Money släpptes 20 juni 2007 som samlingsutgåva till PC och Playstation2. I Europa släpptes samlingen med titeln Hitman Triple Pack och i Nordamerika som Hitman Trilogy. 2009 släpptes Hitman: Ultimate Contract med samtliga Hitman-spel till PC.

## International Contract Agency
International Contract Agency (ICA) (även kallad "The Agency") är en fiktiv organisation i spelserien Hitman. Organisationen är Agent 47s arbetsgivare med bland annat kontaktpersonen Diana Burnwood. Kontaktpersoner ger agenter uppdrag att utföra mord på personer i Amerika, Stillahavsområdet och Eurasien. De samarbetar också med FBI, CIA, MI5 och FN.
International Contract Agencys logotyp är en triangel med en dödskalle i mitten, under den med slogan Merces Letifer (latin för "Dödligt byte"), på den övre kanten kan man se ett öga som anspelar på Det allseende ögat. Den är själva verket en avbild av MI5s loggotyp.

### Anställda i urval
- Agent

- Diana Burnwood

Agent 47s kontaktperson, som ger agenten uppgifter om måltavlan och området och har radiokontakt. Hennes ansikte visas för första gången i Hitman: Absolution.
- Agent Smith

En agent som jobbar för både CIA och International Contract Agency och alltid råkar illa ut tills Agent 47 kan rädda honom. I filmen Hitman (spelad av James Faulkner) är han en CIA-agent som hjälper Agent 47 att smita ifrån Interpol-agenter.
- Mei-Ling

En ung kvinna från Kina som tidigare varit rekryterad av Hongkongs ledande gangster Le Hong. Mei-Ling blev räddad av Agent 47 och ger honom senare information som hon har fått tag på under sin tid hos maffia-ledaren. I det första spelet känd som Lei-Ling.